# Anomala hoegei
Anomala hoegei är en skalbaggsart som beskrevs av Ohaus 1897. Anomala hoegei ingår i släktet Anomala och familjen Rutelidae. Inga underarter finns listade i Catalogue of Life.